# Anakelisia perspicillata
Anakelisia perspicillata är en insektsart som först beskrevs av Karl Henrik Boheman 1845.  Anakelisia perspicillata ingår i släktet Anakelisia och familjen sporrstritar. Enligt den finländska rödlistan är arten sårbar i Finland. Arten är reproducerande i Sverige. Artens livsmiljö är torra gräsmarker. Inga underarter finns listade i Catalogue of Life.